# Anosiala (Manakara)
Anosiala est une commune rurale malgache située dans la région de Fitovinany.

## Géographie
La commune comprend six villages.